# ベイビーインブルー
『ベイビーインブルー』は、2015年10月7日にリリースされた、ふくろうずの2ndミニ・アルバム。

## 収録曲
全作詞・作曲：内田万里　　編曲：ふくろうずと張江
1. ハートビート
2. ドーナッツどーなってんの?
3. ガーリーズハイ!
4. たゆたい
5. いま何時?
6. ロストボーイフレンド
7. クラクションベイビーインブルー